# Mariendistel
Die Mariendistel (Silybum marianum) ist eine Pflanzenart aus der Gattung der Mariendisteln (Silybum) in der Unterfamilie Carduoideae innerhalb der Familie der Korbblütler (Asteraceae). 

## Beschreibung

### Vegetative Merkmale
Die Mariendistel ist eine ein- bis zweijährige Pflanze, die Wuchshöhen von 20 bis 150 Zentimetern erreicht. Der kahle oder leicht spinnwebig-flaumige, grüne Stängel ist meist verzweigt und ungeflügelt. Die grundständigen Laubblätter sind 25 bis 50 cm lang und 12 bis 25 cm breit. Erstjahresrosetten der Mariendistel können im südwestlichen Mitteleuropa allerdings auch einen Durchmesser von 1,3 Metern erreichen. Die Grundblätter sind länglich bis elliptisch, buchtig gelappt, sitzend, kahl oder verkahlend, entlang der Nerven weiß gefleckt und marmoriert, glänzend, am Rand mit gelblich-weißen, bis 8 mm langen Dornen entfernt gewimpert. Die Stängelblätter sind kleiner, weniger tief geteilt, am Grund geöhrt-stängelumfassend und sitzend.

### Generative Merkmale
Die Körbe sind 4 bis 5 cm lang, sind eiförmig und stehen einzeln auf langen, aufrechten, manchmal mit wenigen kleinen Hochblättern besetzten Stielen. Die Hüllblätter besitzen ein 8 bis 15 mm langes und 6 bis 10 mm breites, dornig gezähntes Anhängsel, das in einen 2 bis 5 Zentimeter langen, kräftigen, zurückgebogenen, rinnigen Dorn ausläuft. Sie sind kahl. Die purpurfarbene Krone ist tief fünfspaltig.
Die 6 bis 8 × 2,5 bis 4 mm großen Achänen sind glänzend schwarz mit grauen Flecken. Sie wiegen im Durchschnitt 32,4 mg. Der weiße Pappus ist 15 bis 20 Millimeter lang.
Die Chromosomenzahl beträgt 2n = 34.

## Ökologie
Bestäuber sind Bienen.
Die Mariendistel ist Wirtspflanze für den Brandpilz Ustilago cardui.

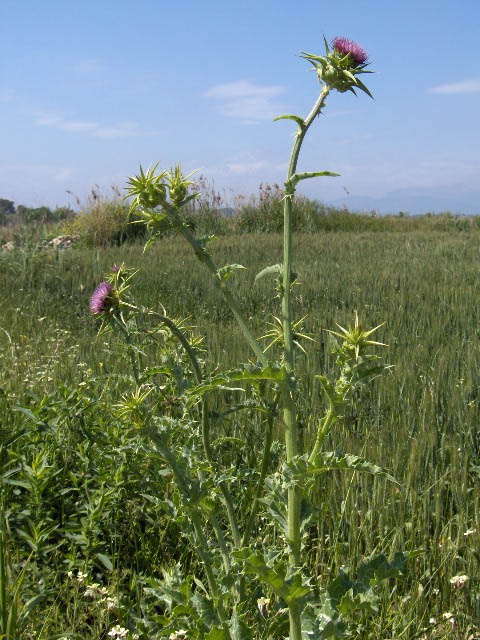
Oberer Bereich eines Pflanzenexemplares

## Vorkommen
Die Mariendistel ist vor allem im Mittelmeerraum verbreitet, sie kommt aber auch auf den Kanaren, den Azoren und auf Madeira vor und reicht ostwärts bis Russland, Iran, Kasachstan, Indien und Äthiopien. In Mitteleuropa ist sie mancherorts unbeständig verwildert. Sie ist in Nord- und Südamerika, Südafrika sowie in Australien als invasive Pflanze eingebürgert.
Als Standort werden Ruderalstandorte wie Schuttplätze, Wegränder, Viehweiden über meist trockenen, steinigen Böden bevorzugt. Die Mariendistel kommt im Mittelmeerraum in Gesellschaften des Verbands Chenopodion murale vor.
Die ökologischen Zeigerwerte nach Landolt et al. 2010 sind in der Schweiz: Feuchtezahl F = 2+w+ (frisch aber stark wechselnd), Lichtzahl L = 4 (hell), Reaktionszahl R = 4 (neutral bis basisch), Temperaturzahl T = 5 (sehr warm-kollin), Nährstoffzahl N = 4 (nährstoffreich), Kontinentalitätszahl K = 4 (subkontinental).

## Taxonomie
Die Erstveröffentlichung erfolgte 1753 unter dem Namen (Basionym) Carduus marianus durch Carl von Linné in Species Plantarum, Tomus II, S. 823. Die Neukombination zu Silybum marianum (L.) Gaertn. wurde 1791 durch Joseph Gärtner in De fructibus et seminibus plantarum, Band 2, S. 378 veröffentlicht. Weitere Synonyme für Silybum marianum (L.) Gaertn. sind: Silybum pygmaeum Cass., Mariana lactea Hill.

## Verwendung

### Anbau und Ernte
Für den medizinischen Gebrauch wird die Mariendistel auf Feldern in Österreich (Waldviertel), Ungarn, Deutschland (Westerwald), Argentinien, Venezuela und China angebaut. Die Früchte werden im Monat August reif und anschließend geschwadet (= geschnitten und abgelegt) und nach einigen Tagen mit herkömmlichen Mähdreschern geerntet. In einigen Ländern ist auch der Direktdrusch verbreitet. Nach der Ernte erfolgt die Reinigung der Früchte.
Die Stängel werden im Kaukasus gegessen.

### Medizinische Anwendung
Mariendistel wurde seit der Antike als Heilmittel eingesetzt, zum Beispiel empfahl Pedanios Dioskurides sie gegen Schlangenbisse und Plinius der Ältere zur „Gallenabfuhr“. Seit dem Mittelalter wird die Fechdistel (von althochdeutsch fehdistil zu fēh „ungleich, verschieden“, hier im Sinne von „fleckig“), in älteren Texten auch vechdistel oder vehedistel, bzw. Mariendistel (mittelhochdeutsch ab 1500 niederalemannisch auch unser vrouwen distel) bei Leberleiden verordnet. In moderner Zeit gibt es neben den getrockneten Pflanzen auch standardisierte Präparate mit dem Wirkstoffkomplex Silymarin bzw. dessen Hauptwirkstoff Silibinin als „leberschützendes“, entgiftendes Agens. Für die USA wurde der Markt für entsprechende Produkte für 2020 auf über 100 Millionen US-Dollar beziffert. Nach Umsatz in spezialisierten Geschäften für Nahrung und Ergänzungsmittel rangierte die Mariendistel unter den zehn beliebtesten Rohdrogen-Pflanzen für Phytopharmaka. Alternativmediziner führen die leberschützende Wirkung auf antientzündliche und antifibrotische Flavonoide zurück; zu den modernen damit behandelten Diagnosen zählt deshalb vor allem die Leberzirrhose. Die Ergebnisse von wissenschaftlichen Studien sind widersprüchlich, berichtete positive Wirkungen konnten nicht reproduziert werden, dabei scheint die Anwendung zumindest ungefährlich zu sein. Allerdings enthält Silymarin einen starken Hemmstoff des Schilddrüsenhormon-Transporters MCT8. Auch die Daten zu der erhofften krebshemmenden Wirkung sind sehr schwach. Eine gewisse Bedeutung hat die Mariendistel als Gegengift gegen Amatoxinvergiftungen (das Gift der Knollenblätterpilze); Silymarin soll die Aufnahme des Giftstoffs in den Leberzellen kompetitiv hemmen.
Aufgrund ihrer positiven Wirkungen in der Medizin wurde sie 2021 in Österreich zur Arzneipflanze des Jahres gekürt.

### Verunreinigung mit Schimmelpilzen
Mariendistelextrakte können mit Mykotoxinen belastet sein, bei einer 2015 veröffentlichten Untersuchung wurden bis zu 37 mg pro kg festgestellt.

## Bilder

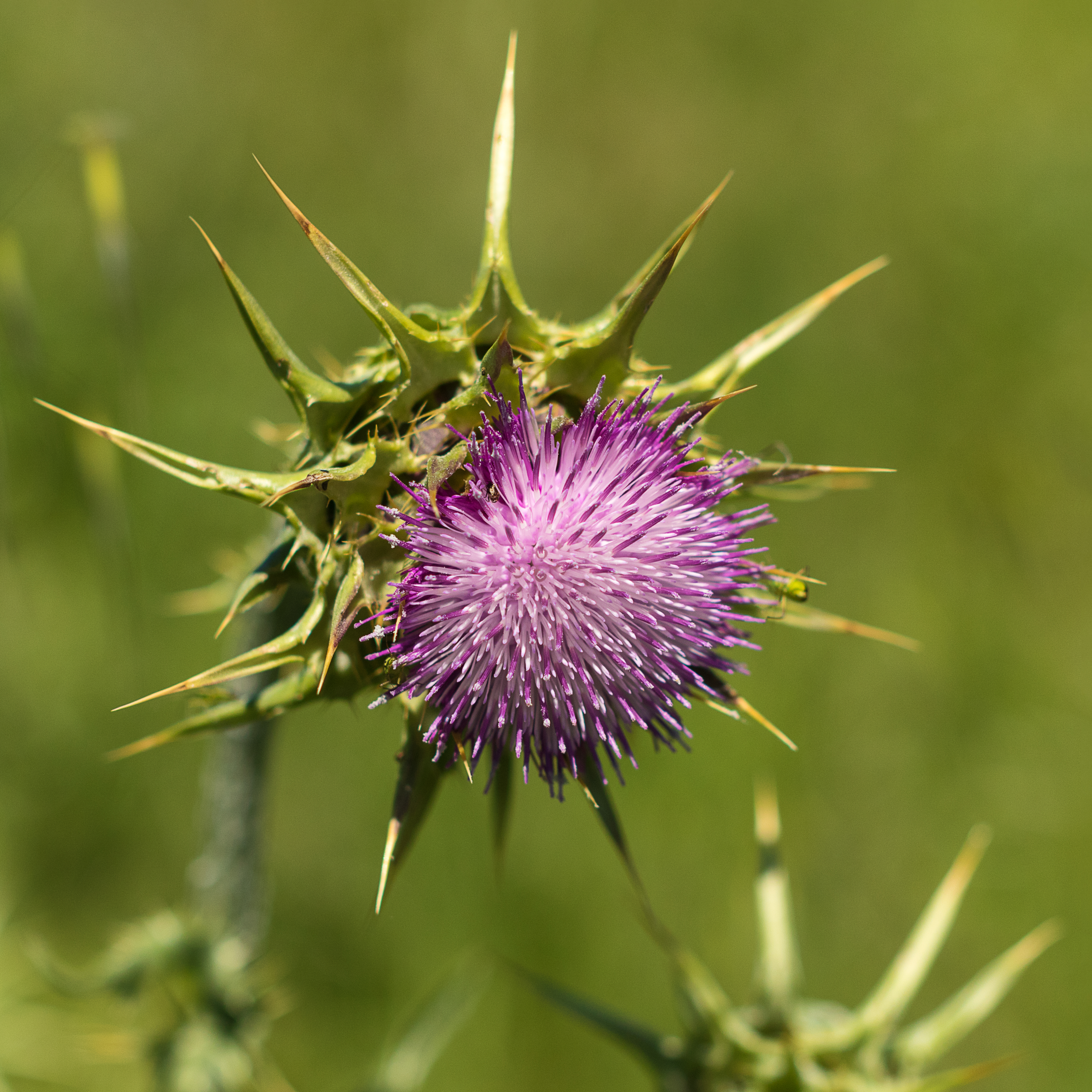
Blütenstand
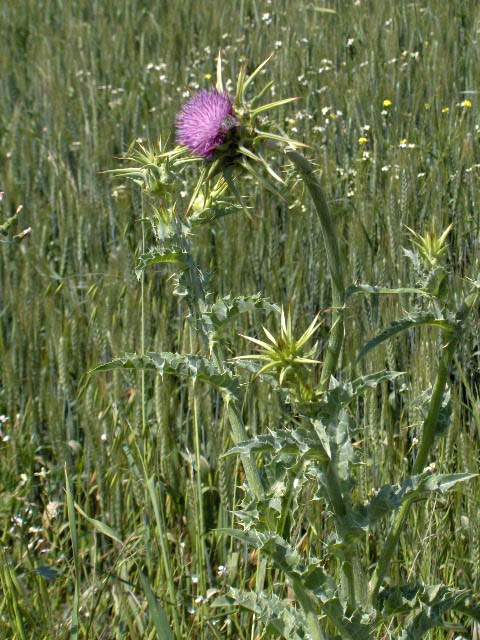
Aussehen (Habitus)
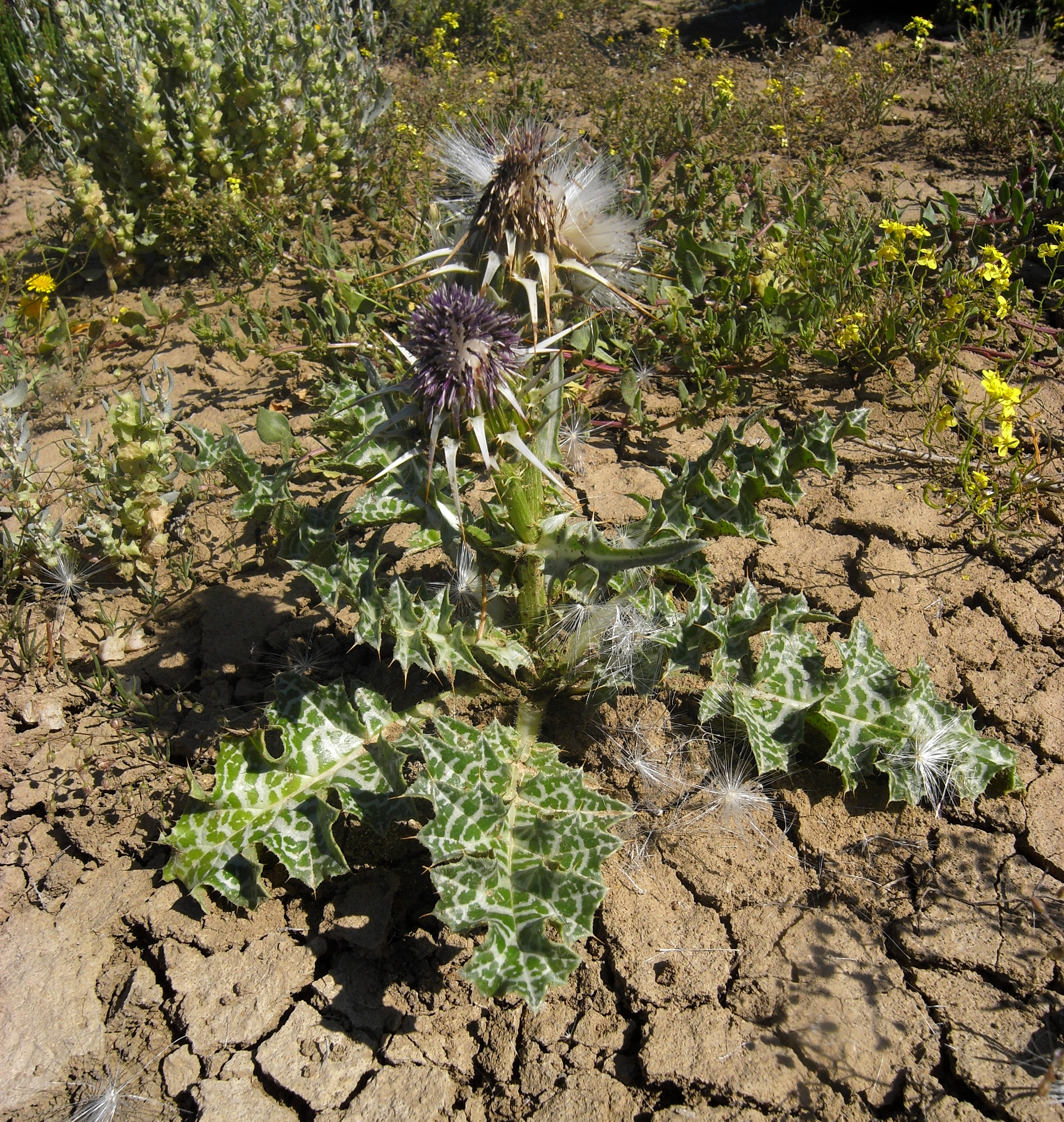
Fruchtende Pflanze
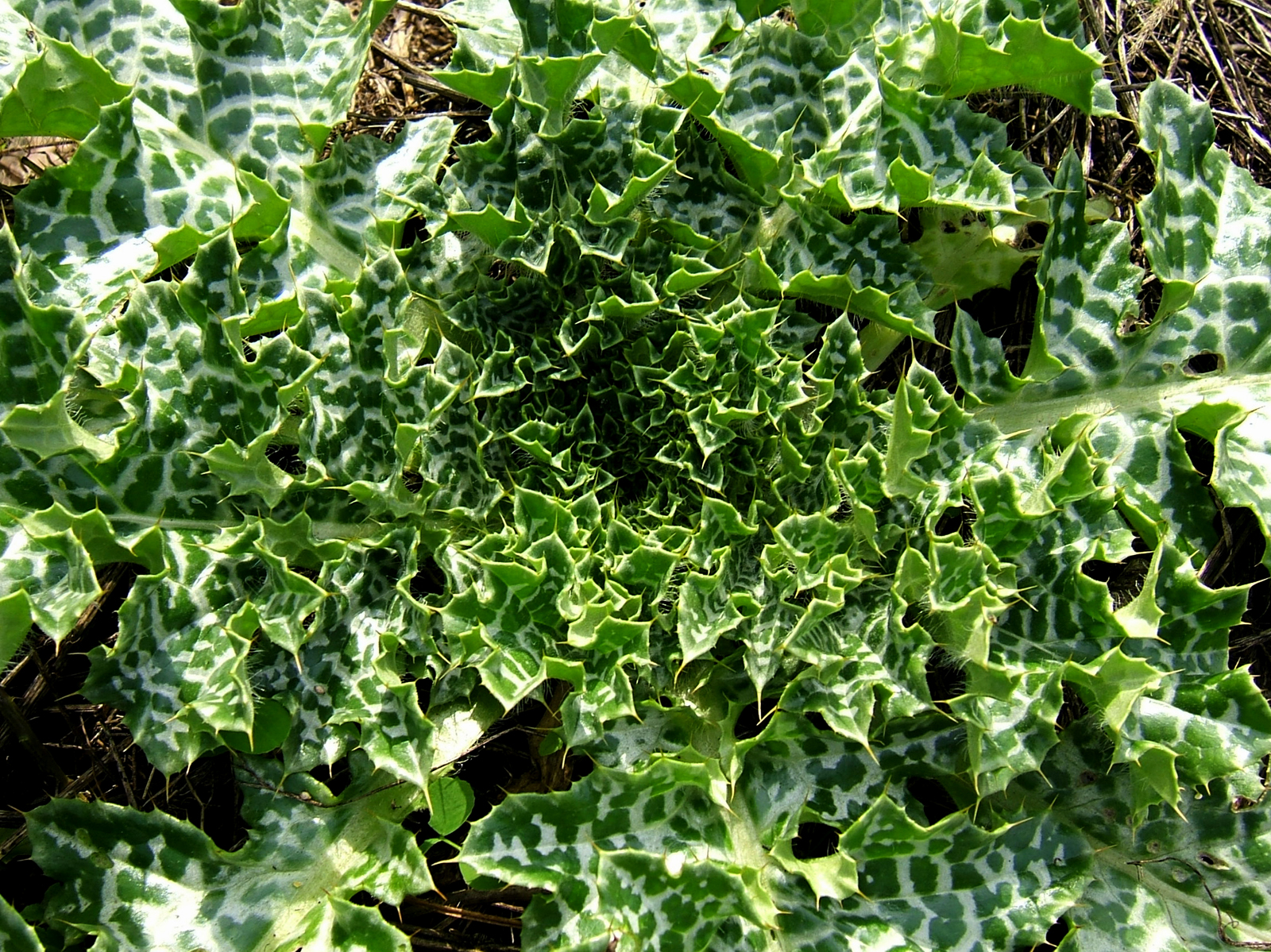
Grundblattrosette
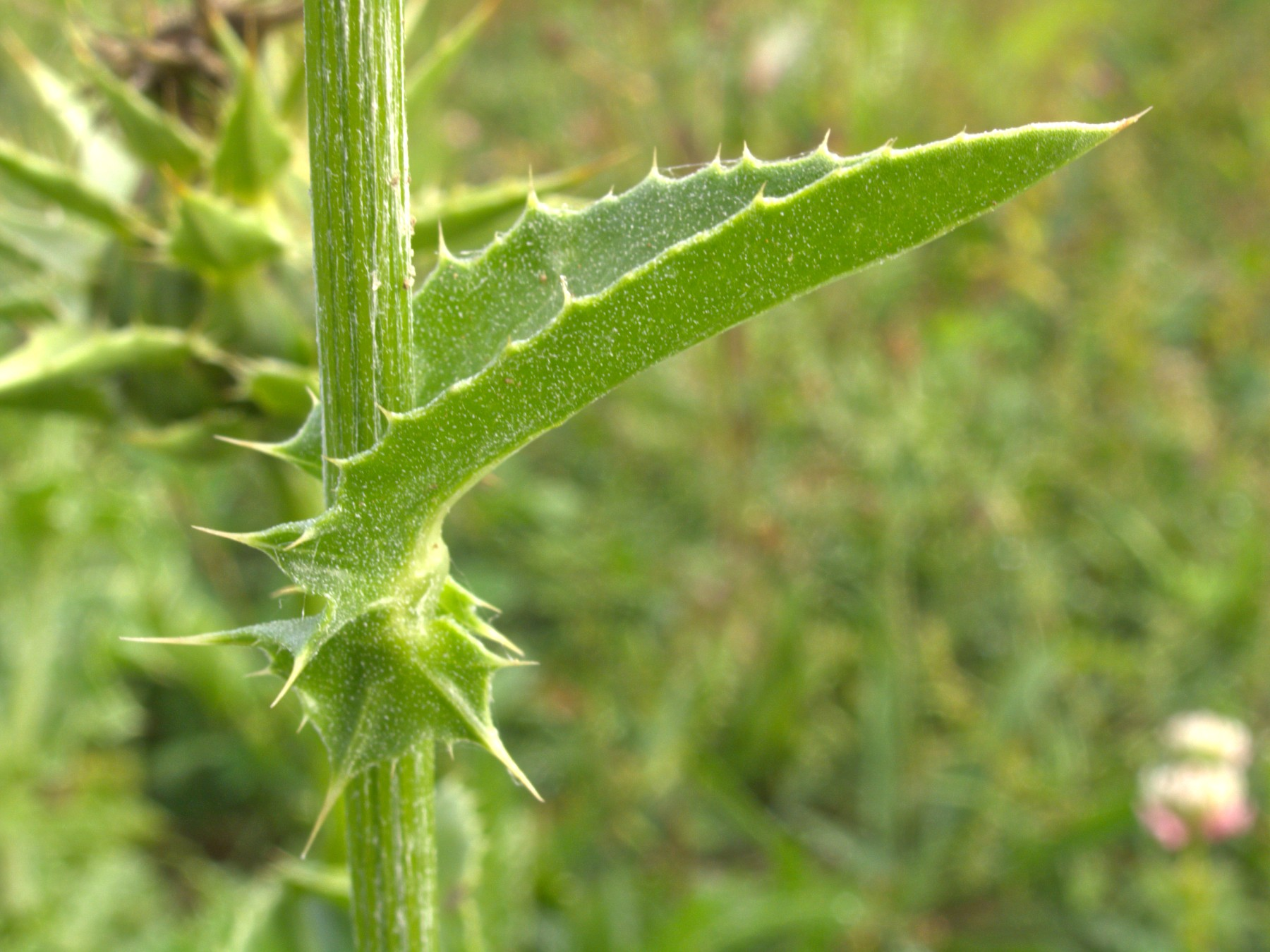
Stängelblatt
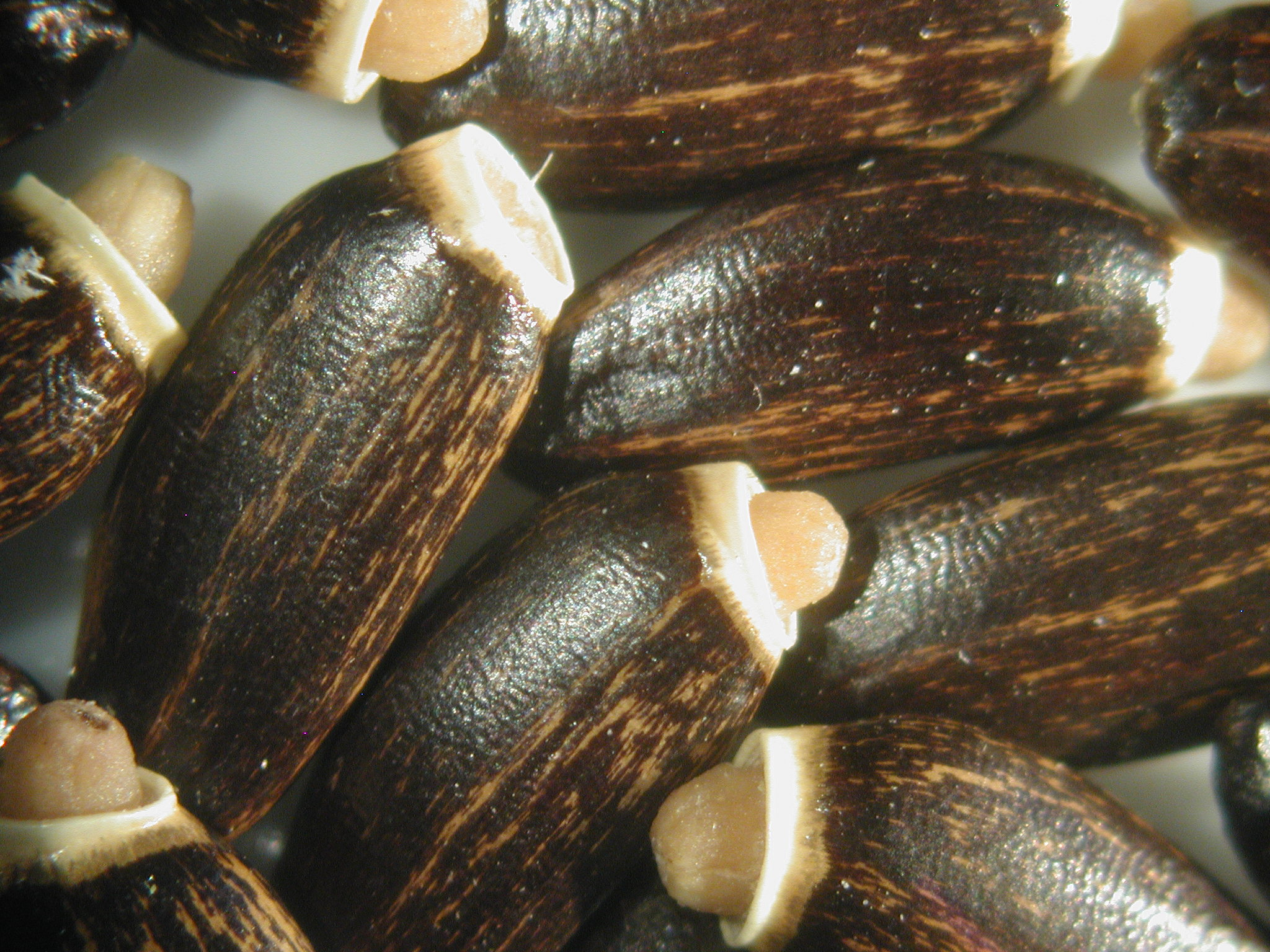
Achänen
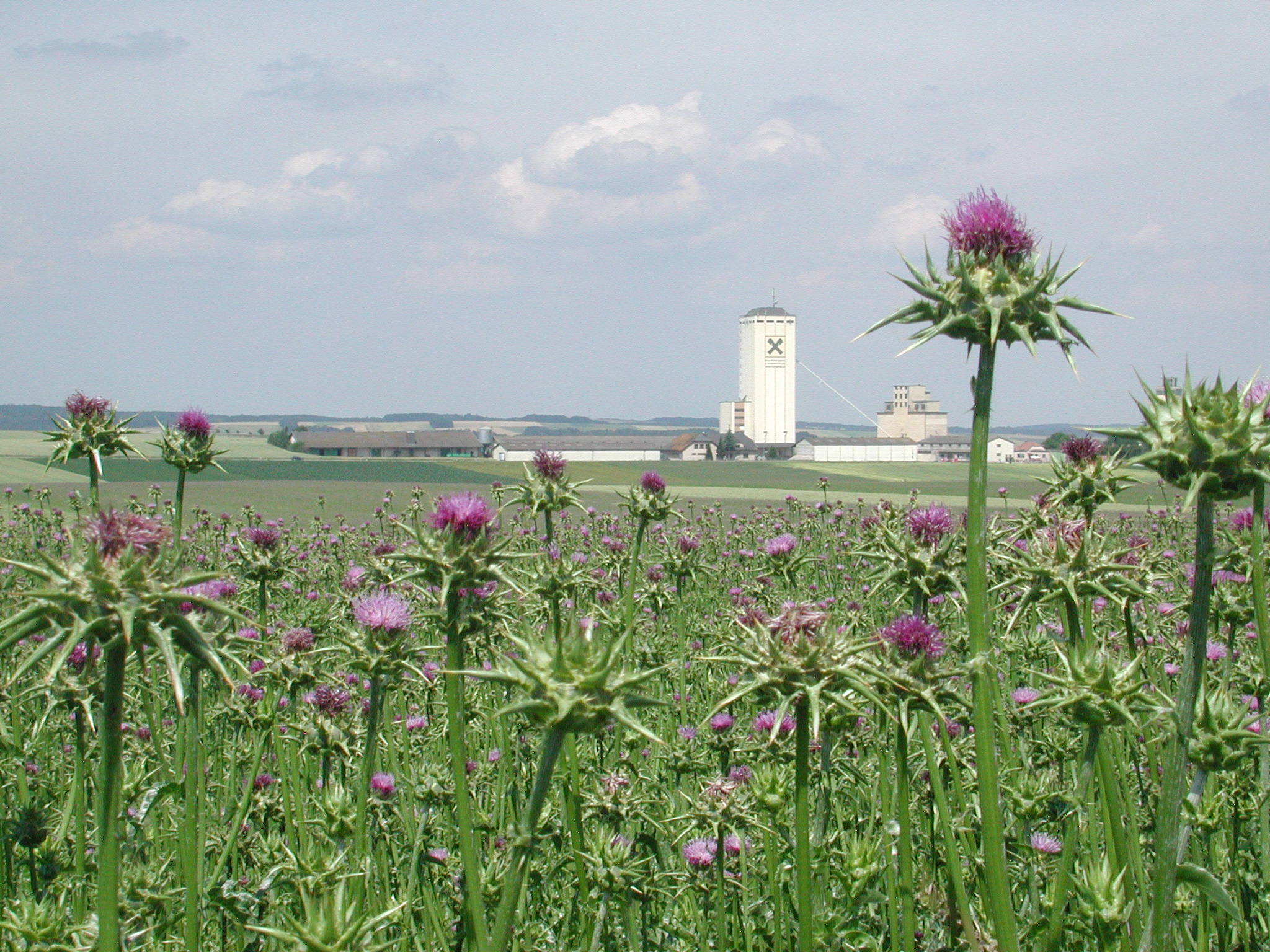
Anbau